# 예스 (밴드)
예스(Yes)는 영국의 프로그레시브 록 밴드로 그들만의 독특한 악기 편성과 클래식 형태의 소재 등을 이용한 소리를 구사하여 성공한 그룹 중의 하나이다. 청아한 보컬리스트 존 앤더슨과 베이시스트 크리스 스콰이어가 주축이 되어 1968년 영국에서 5인조로 출범했다. 음반 The Yes Album을 1971년에 발매하여 인기를 얻었으며, 1973년에는 골드를 획득했다. 상업적으로 성공을 거둔 앨범 Fragile을 1972년에 발표하여 싱글 곡 "Roundabout"이 인기를 얻었다. 이어 앨범 Close To The Edge를 발매하여 싱글 곡 "And You and I"와 "Siberian Khatru"가 인기를 얻었다. 1976년에는 Going For The One을 내놓아 다양한 연주가 담긴 작품들을 실어 베스트셀러를 기록했다. 1983년에는 앨범 90125를 발매하여 플래티넘을 획득하였고, 싱글 곡 "Owner Of A Lonely Heart"가 팝 차트 1위까지 오르는 세계적인 인기도를 기록했다. 1992년에는 앨범 Union을 공개하여 "I Would Have Waited Forver"가 호평을 받았다.

## 음반 목록
정규 앨범
- Yes (1969)
- Time and a Word (1970)
- The Yes Album (1971)
- Fragile (1971)
- Close to the Edge (1972)
- Tales from Topographic Oceans (1973)
- Relayer (1974)
- Going for the One (1977)
- Tormato (1978)
- Drama (1980)
- 90125 (1983)
- Big Generator (1987)
- Union (1991)
- Talk (1994)
- Keys to Ascension (1996)
- Keys to Ascension 2 (1997)
- Open Your Eyes (1997)
- The Ladder (1999)
- Magnification (2001)
- Fly from Here (2011)
- Heaven & Earth (2014)
- The Quest (2021)
- Mirror to the Sky (2023)